# Frank Beyer
Pour les articles homonymes, voir Beyer.
Frank Beyer, né le 26 mai 1932 à Nobitz en Thuringe, mort le 1er octobre 2006 à Berlin, est un réalisateur allemand. Beaucoup de ses films portent un regard critique sur l'histoire allemande du XXe siècle.

## Biographie
Frank Beyer est le fils d'un employé de bureau et d'une vendeuse et a grandi avec son frère Hermann.

Il étudie la dramaturgie et, en 1951, devient conseiller et assistant metteur en scène au théâtre de Glauchau/Crimmitschau. Puis à Prague, il étudie à la FAMU, l'Académie du Film, tout en étant assistant-réalisateur. En 1956-1957, en guise de film de fin d'études, il réalise un premier long métrage pour la DEFA, Deux Mères, portant sur la réconciliation franco-allemande, avec Françoise Spira et Helga Göring.

En 1963, il signe une adaptation remarquée du roman de Bruno Apitz, Nu parmi les loups. Ce film, qui fait connaître l'acteur Armin Mueller-Stahl, raconte l'histoire d'un très jeune enfant caché par des détenus, à l'insu des SS, dans le camp de Buchenwald. Le film obtient le prix d'argent au festival de Moscou.
En 1966, son film La Trace des pierres (Spur der Steine) adopte un ton très libre. Jugé nihiliste, il est interdit par les autorités est-allemandes après quelques jours d'exploitation et n'est remontré qu'à partir de 1989. Il devient une des œuvres emblématiques de la série de films ayant été censurés en 1965-1966, avec C'est moi le lapin de Kurt Maetzig ou Nés en 45 (Jahrgang 45) de Jürgen Böttcher.
Pendant les années qui suivent, Beyer travaille essentiellement pour la télévision. Près de 10 ans après La Trace des pierres, il revient au cinéma avec Jacob le menteur, drame inspiré du roman de Jurek Becker et se déroulant dans le ghetto de Varsovie. Présenté au festival de Berlin en 1975, Jacob le menteur remporte un Ours d'argent pour l'interprétation de Vlastimil Brodský, et devient le seul film est-allemand à obtenir une nomination pour l'Oscar du meilleur film international.
Il a été marié à l'actrice Renate Blume de 1965 à 1974, et plus tard à la speakerine Monika Unferferth.
Il a reçu le Prix Findling en 1984 pour Le Séjour
Il a présidé la Berlinale 1993.
Beyer est enterré au cimetière de Dorotheenstadt de Berlin.

## Filmographie sélective
- 1957 : Deux Mères (Zwei Mütter)
- 1959 : Eine alte Liebe (de)
- 1960 : Cinq Douilles (de)[2] (Fünf Patronenhülsen)
- 1962 : Enfants de roi (de)[3] (Königskinder)
- 1963 : Nu parmi les loups (Nackt unter Wölfen)
- 1963 : Carbure et oseille (Karbid und Sauerampfer)
- 1966 : La Trace des pierres (Spur der Steine)
- 1975 : Jacob le menteur (Jakob, der Lügner)
- 1978 : La Cache (de)[4] (Das Versteck)
- 1983 : Le Séjour (Der Aufenthalt)
- 1984 : Bockshorn (de)
- 1989 : L'Effraction (de)[5] (Der Bruch)
- 1991 : Le Soupçon[6] (Der Verdacht)

## Autobiographie
- 2001 : Wenn der Wind sich dreht. Meine Filme, mein Leben